# Flugplatzkommando Locarno

i7
i11
i13
Das Flugplatzkommando Locarno (LSMO) ist ein Militärflugplatz der Schweizer Luftwaffe. Er ist Teil des Aeroporto Cantonale di Locarno (LSZL), einem Zivilflugplatz, der dieselben Start- und Landebahnen benutzt, jedoch ein gesondertes Rollfeld besitzt.

## Lage
Der Flugplatz befindet sich circa 6 Kilometer südöstlich des Zentrums von Locarno und ist somit für seine Grösse vergleichsweise weit von seinem Namensgeber entfernt. Er liegt in der Magadinoebene nahe am Fluss Ticino, der nur etwas mehr als einen Kilometer westlich in den Lago Maggiore mündet. Er ist einige Kilometer von der Autobahn A2 entfernt und über eine Kantonsstrasse erschlossen. Ausser dem Fluss ist er vor allem (durch das Naturschutzgebiet Bolle di Magadino bedingt) von Wiesen und einem Bauernhof umgeben. Im näheren Umkreis befinden sich die Orte Cadenazzo, Magadino, Tenero und Gordola.

## Geschichte
Der zivile Teil des Flugplatzes wurde bereits im Sommer 1939 eröffnet. Der militärische Teil folgte im darauffolgenden Winter. Die Armee erstellte 1941 eine Piste und seit jenem Jahr führt das Militär dort aufgrund der guten Wetterverhältnisse auch die fliegerische Grundausbildung für Militärpiloten durch.
Im Zeitraum von 1999 bis 2007 wurde die bauliche Infrastruktur des Flugplatzkommandos für rund 100 Millionen Schweizer Franken vollständig erneuert. Es besitzt einen neuen grossen Hangar mit Photovoltaikanlage, in dem alle Luftfahrzeuge untergebracht werden, ein eigenes, eingezäuntes Rollfeld mit eigenem Rollweg zur Startbahn 26R/08L. Des Weiteren wurde für die dort stationierten Fallschirmaufklärer der neue Hangar 5 eingerichtet.

## Eingesetzte Luftfahrzeuge
Das wichtigste beim Flugplatzkommando Locarno stationierte Flugzeug ist die Pilatus PC-7, mit der dort die Grundausbildung für angehende Militärpiloten absolviert wird. Gleichzeitig ist das Flugplatzkommando Locarno der inoffizielle Stützpunkt der Kunstflugformation PC-7 Team.

Das Schulflugzeug Pilatus PC-7
Das PC-7 Team in der Formation Diamant
Die Pilatus PC-6
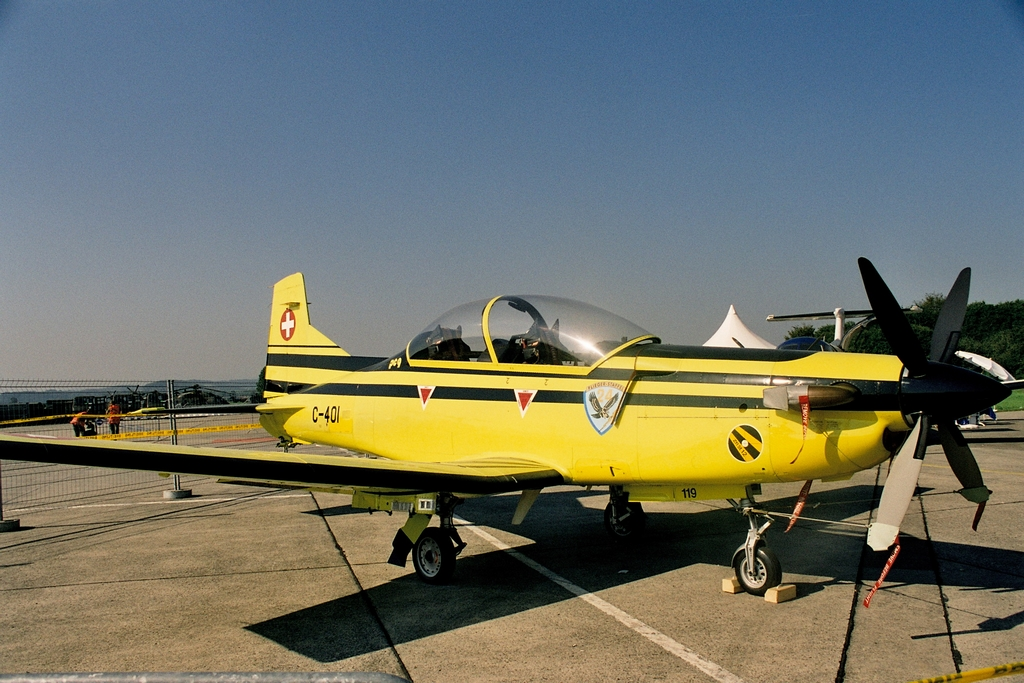
Die Pilatus PC-9
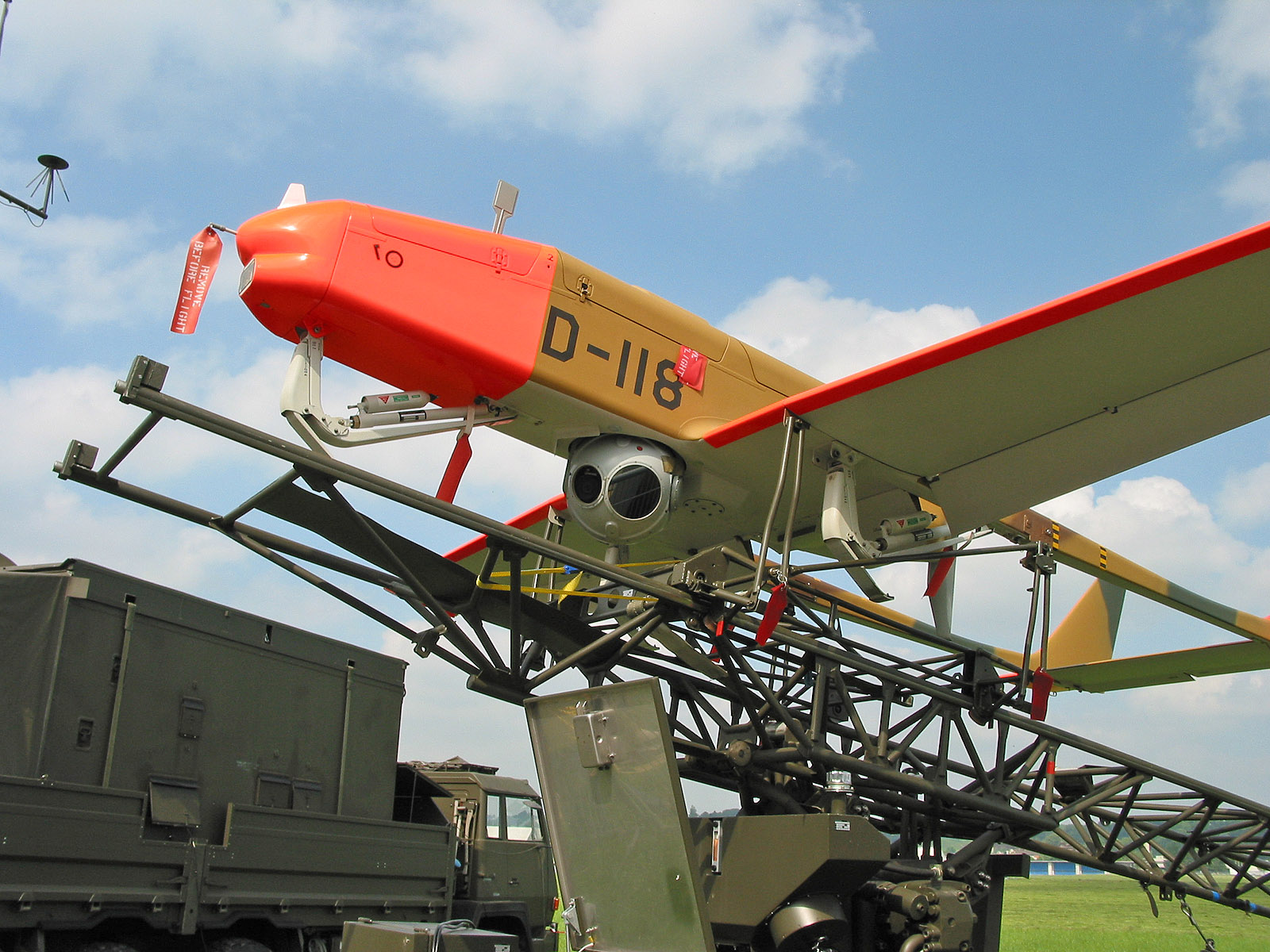
Die Drohne ADS 95
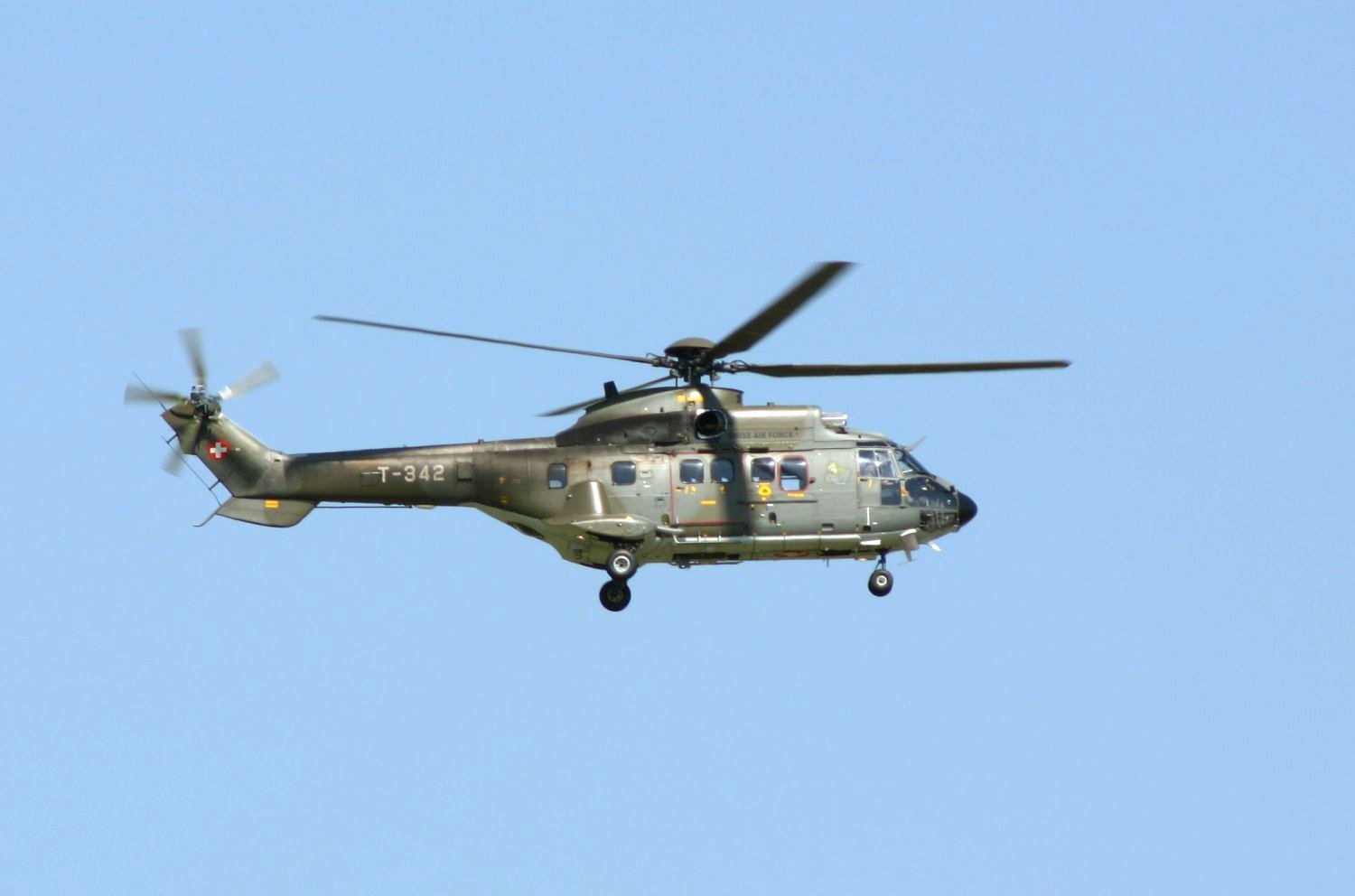
Helikopter Aérospatiale AS332M1 Super Puma
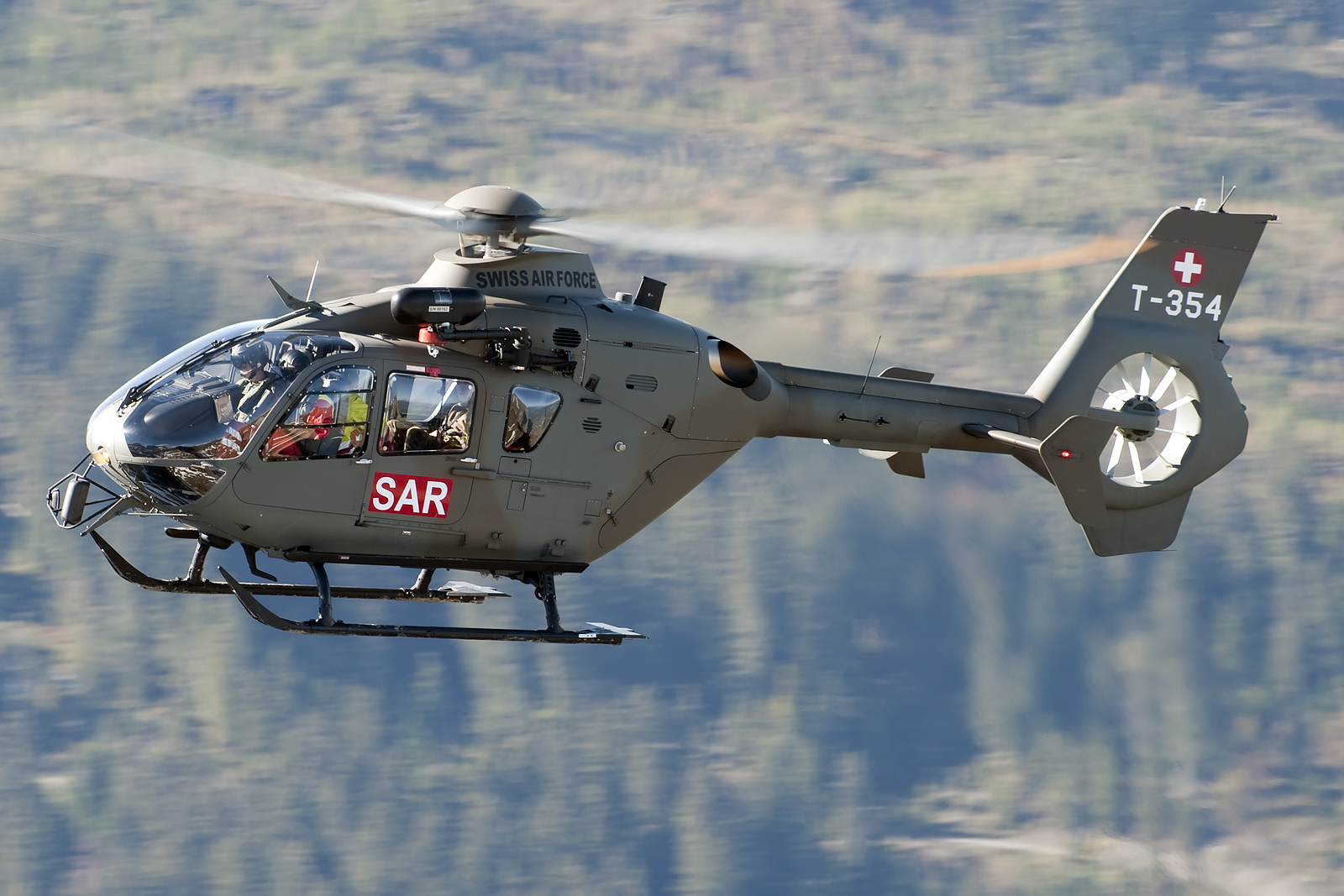
Eurocopter EC 635

## Bildergalerie

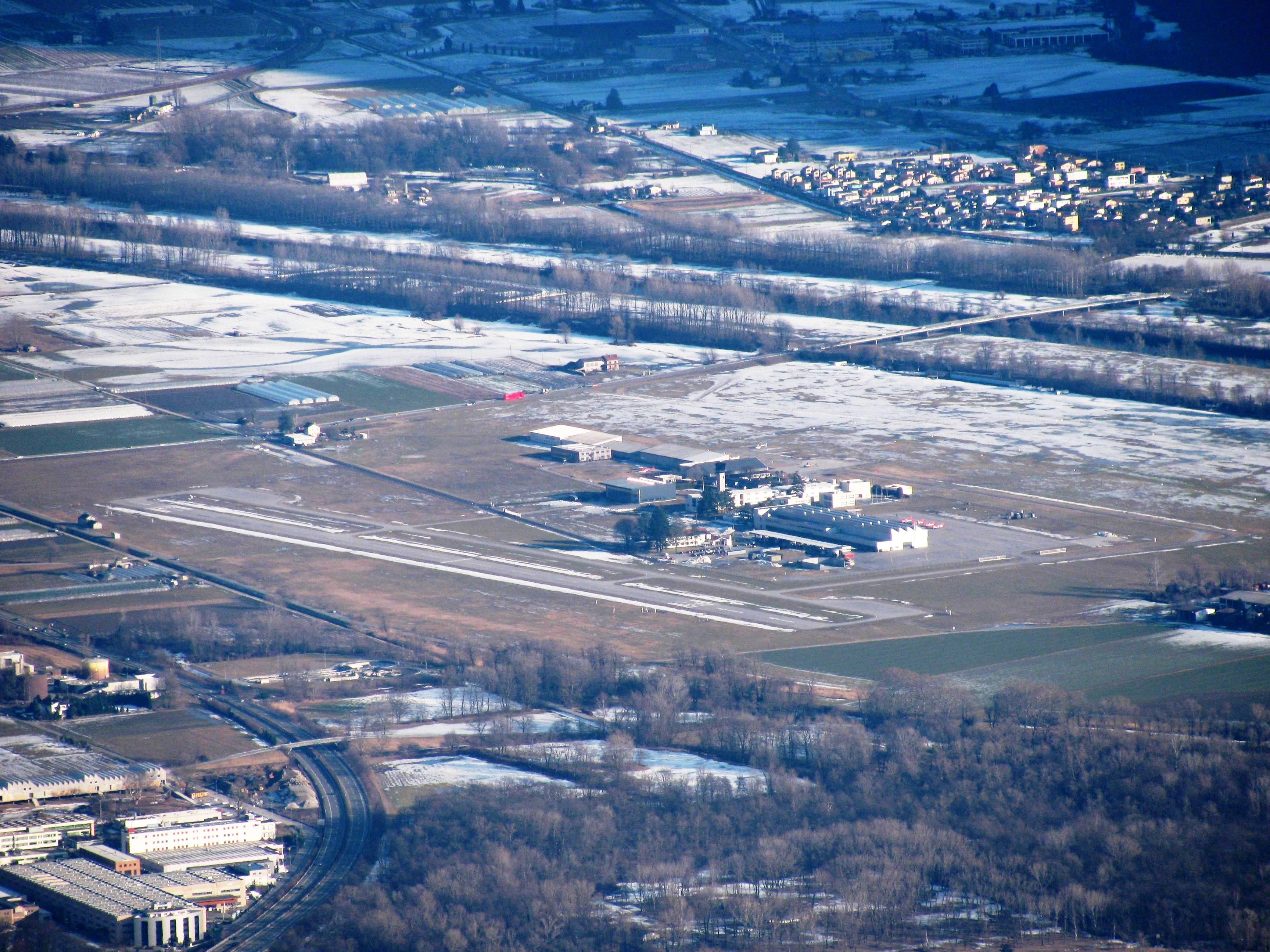
Der Flugplatz aus nordwestlicher Richtung im Winter
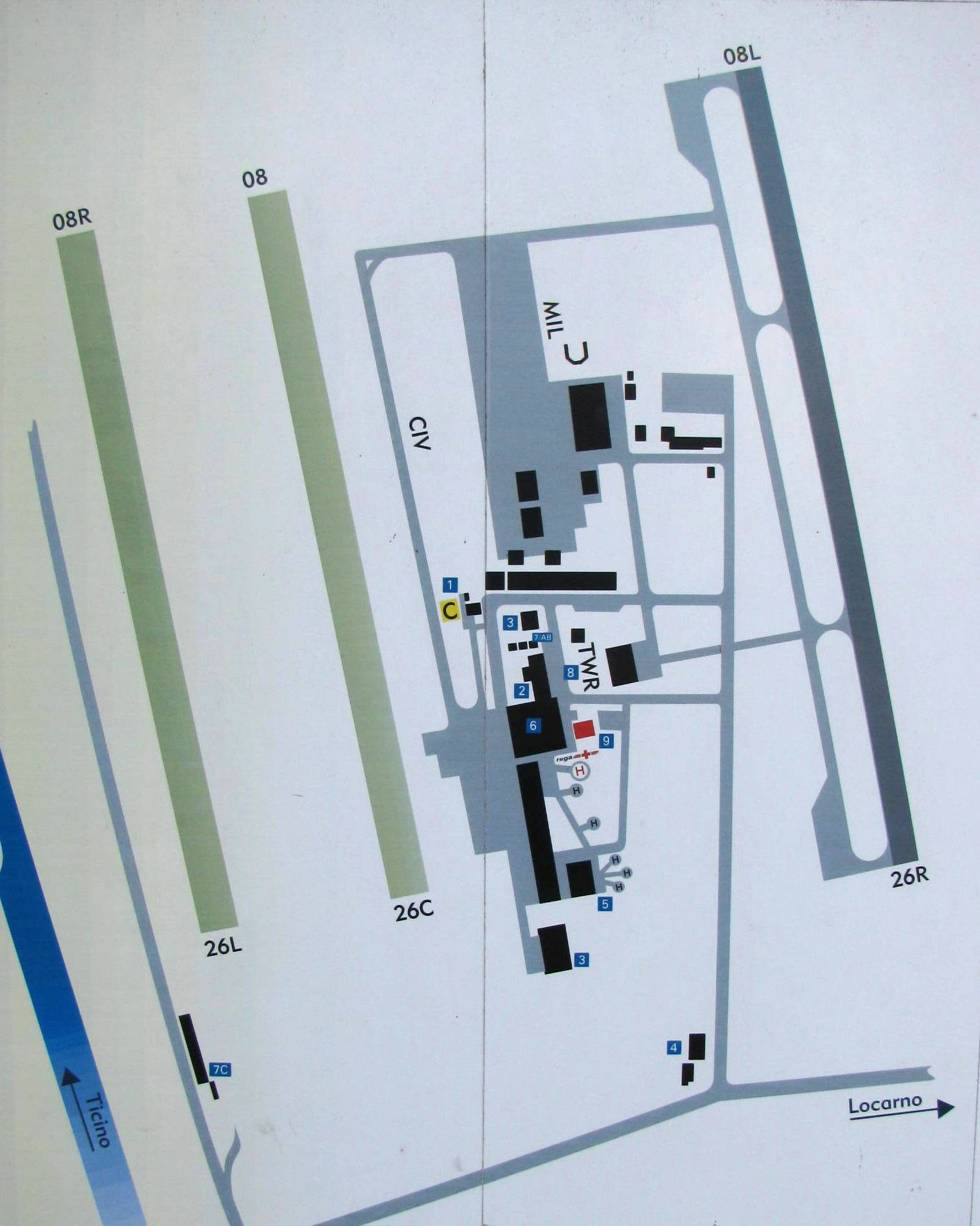
Übersichtskarte des Flugplatzes
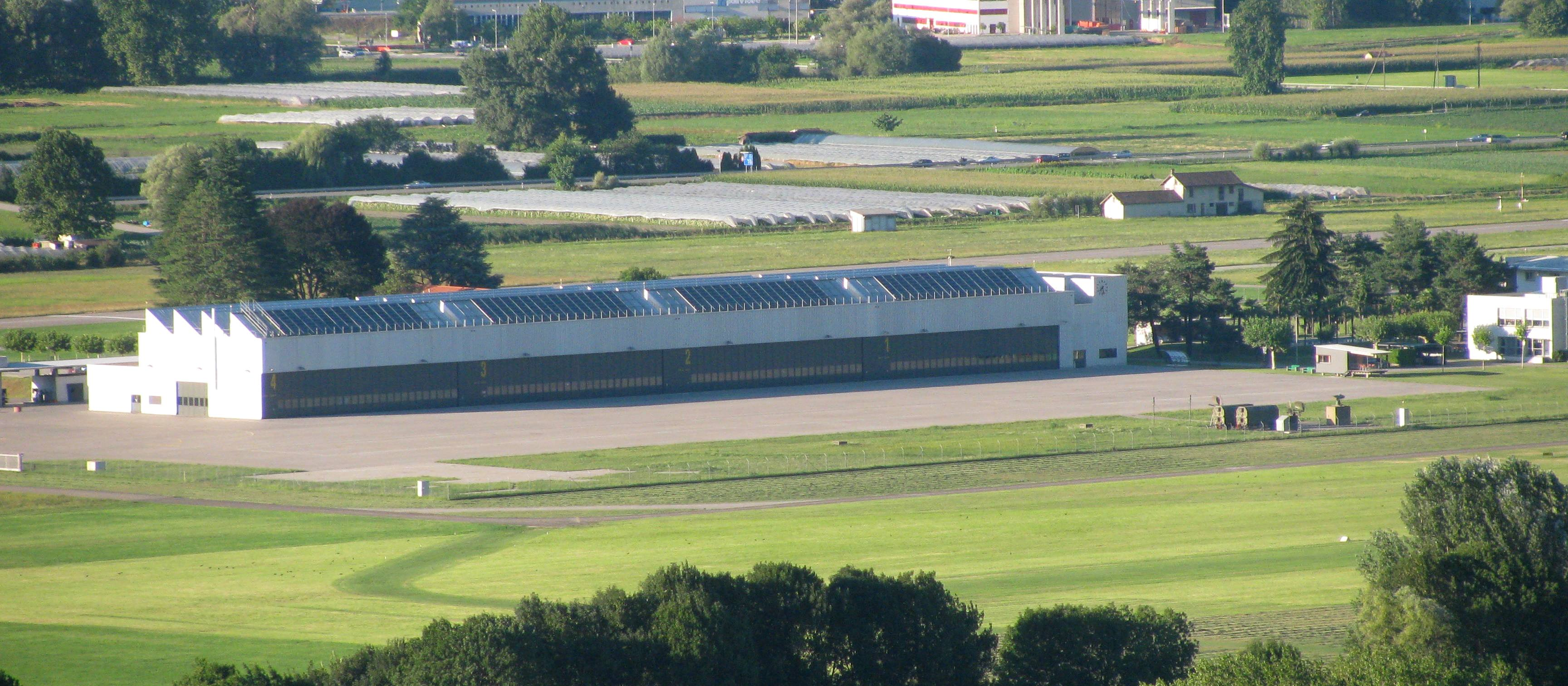
Der neu erbaute Hangar
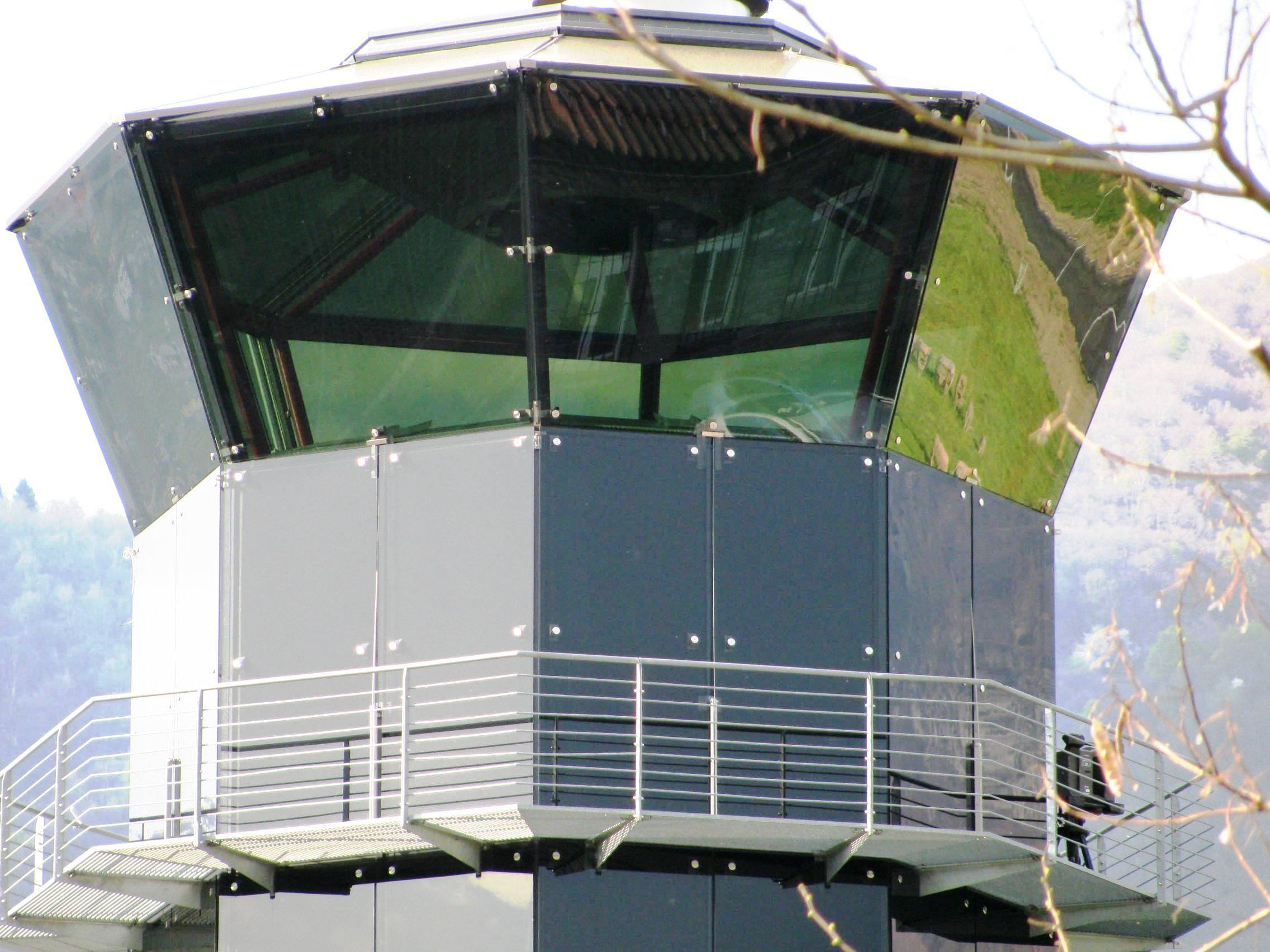
Der Tower